# César de Costentin de Tourville
César de Costentin comte de Fismes et de Tourville (mort à Paris le 22 avril 1647) est un officier et un gentilhomme français au service du duc de Saint-Simon, de Richelieu puis du Grand Condé.
Conseiller d'État, il est chargé de missions en Normandie puis en Bourgogne. Blessé à la bataille de Nordlingen, il réussit à obtenir le soutien des Hollandais au siège de Dunkerque, et reçoit le comté de Fismes en récompense. Il est le père du maréchal Anne-Hilarion de Tourville, vice-amiral de France.

## Biographie
César de Costentin  est le fils de Guillaume de Costentin, seigneur de Tourville et de la Vallée, et de Renée de Romilley de la Chesnelaye.
Il était gentilhomme de Claude de Rouvroy de Saint-Simon, le père de Saint-Simon, le mémorialiste. Tourville entra grâce à cette protection au service de Richelieu. 
Le 11 novembre 1630, Journée des Dupes, de la part du duc de Saint-Simon, Tourville alla persuader le cardinal de Richelieu, reclus au Petit Luxembourg, de se rendre auprès du roi Louis XIII à Versailles ; Richelieu embrassa Tourville sur les deux joues et s’en alla retrouver le roi.
En 1632, Tourville est capitaine d’une compagnie d’ordonnance.
Il reçut un brevet de 2 000 livres de pension le 8 février 1640, Louis XIII le fait ainsi conseiller d’État. Tourville reçut l’ordre la même année de veiller à l’état de la province de Normandie, avec pouvoir d’assembler la noblesse.
En 1641, pendant le mariage du Grand Condé et de Claire-Clémence de Maillé, nièce de Richelieu, Henri II de Bourbon-Condé demanda au cardinal un gentilhomme de valeur et de confiance pour son fils. Richelieu lui confie Tourville qui deviendra premier gentilhomme de la chambre et chambellan de Louis II de Bourbon, prince de Condé qu’il suivit dans tous les combats pendant la guerre de Trente Ans. Le Grand Condé appréciait Tourville comme en témoigne une lettre écrite à son père datée du 30 juin 1641 : « M. le cardinal m’a donné auprès de moy un gentilhomme quy se nomme M. de Tourville, que je treuve jusque icy bien nonneste homme ».
Tourville fut choisi en 1642 pour aller défendre la Bourgogne au côté des comtes de Tavannes et de Montrevel, lieutenants généraux de sa majesté. 
Le 3 août 1645, César de Costentin est blessé à la bataille de Nordlingen.
En 1646, lors du siège de Dunkerque, Tourville est envoyé à La Haye par le duc d’Enghien. Il y est chargé d’obtenir l’aide des Hollandais. Il réussit et le prince d’Orange assiégea Malines.
En 1646, le Grand Condé acquit les droits seigneuriaux de la ville de Fismes et en gratifia Tourville pour ses bons services. 
Un peu avant sa mort, il était en grand froid avec le prince de Condé. Tourville meurt le 26 avril 1647.

## Mariage et descendance
Il épouse par contrat du 22 avril 1630 Lucie de la Rochefoucauld, dame de Surgères, dame d’honneur de la princesse de Condé, fille d’Isaac de La Rochefoucauld, baron de Montendre, et d'Hélène de Fonsèques de Surgères.	
Ils ont comme enfants :
- Lucie (1632 – 1707), frondeuse, marié en 1646 à Michel d’Argouges, marquis de Gouville.
- François-César (1635 † 1697), comte de Tourville et de Fismes, colonel d'un régiment d'infanterie, capitaine de la compagnie d'ordonnance du Grand Condé, maréchal de camp des armées du roi ; épouse en 1663 Jeanne Le Sauvage († 1703)
- Joseph, officier mort en Espagne en 1673.
- Françoise née vers 1638, mariée en 1658 au comte de Chateaumorand.
- Hélène, morte en 1715, abbesse de Penthemont à Paris.
- Marie, religieuse à l'abbaye de Penthemont à Paris.
- Anne-Hilarion (1642 – 1701), comte de Tourville, maréchal de France, vice-amiral de France.

## Armoiries
| Figure | Blasonnement |
|        | De gueules, à un senestrochère d'argent, tenant une épée du même, surmonté d'un casque taré de profil, aussi d'argent. |

## Sources
- Père Anselme, Histoire de la Maison Royale de France, et des grands officiers de la Couronne .
- « Tourville ou Costentin-Tourville – branche de Tourville », dans Louis Moreri, Le grand dictionnaire historique ou le mélange curieux de l’histoire sacrée..., tome 6 [S-Z], Paris, Pierre-Augustin Le Mercier, 1732, p. 585 [lire en ligne].
- Nicolas-Joseph Foucault, L’intendance de Caen en 1700.
- Le duc d’Aumale, Histoire des princes de Condé, tome 3.
- Katia Béguin, Les princes de Condé, rebelles, courtisans et mécène dans la France du grand siècle, Champ Vallon, 1999.
- Histoire de Louis de Bourbon, prince de Condé, premier prince du sang, surnommé le Grand, Desormeaux, 1766.
- Antoine Reffuveille, Tourville, Gentilhomme des océans, 2001.
- Johannes Baptist Rietstap, Armorial général contenant la description des armoiries des familles nobles et patriciennes de l'Europe : précédé d'un dictionnaire des termes du blason, 1861.